# David Liebman
David Liebman (* 4. září 1946 Brooklyn, New York, USA) je americký jazzový saxofonista a flétnista. Ve svých devíti letech začal hrát na klavír a od dvanácti na saxofon. Studoval americkou historii na New York University. Počátkem sedmdesátých let spolupracoval s Genyou Ravan a skupinou Ten Wheel Drive. Později nahrál dvě studiová alba s Milesem Davisem, On the Corner (1972) a Get Up with It (1974). Rovně se podílel na několika albech Elvina Jonese a hrál na albu My Goal's Beyond Johna McLaughlina. Mezi další hudebníky, se kterými spolupracoval patří například Randy Brecker, Jack DeJohnette, Pat Metheny nebo Don Alias.